# Anne Tran
Pour les articles homonymes, voir Tran.
Anne Tran, née le 27 avril 1996 à Neuilly-sur-Seine, est une joueuse de badminton française.

## Biographie

### Jeunesse
D'origine vietnamienne, elle est la fille d'une mère vice-présidente de la section badminton du Racing Club de France et un père entraîneur de badminton, qui la plongent dans la pratique du sport dès l'âge de huit ans. Elle intègre l'INSEP en septembre 2013 et obtient en 2014 le baccalauréat scientifique avec mention très bien, avant de se tourner vers une licence de kinésithérapie.

### Carrière
Elle remporte aux Championnats d'Europe de badminton 2018 la médaille d'argent en double dames avec Émilie Lefel. Le double est médaillé de bronze aux Jeux européens de 2019.
Elle est sacrée championne de France de double dames en 2013 avec Delphine Lansac et en 2017 avec Émilie Lefel.
Elle est médaillée de bronze des Championnats d'Europe de badminton par équipes 2020 à Liévin.
Aux Jeux européens de 2023 à Tarnów, elle remporte la médaille de bronze en double dames avec Margot Lambert.
Aux Championnats d'Europe de 2024 à Saarebruck, elle remporte la médaille d'or en double dames avec Margot Lambert
.

### Championnats de France
En 2023 à Rennes Cesson-Sévigné, associée à Margot Lambert elle remporte la médaille d'or en double dames en 3 set (21-18 17-21 21-15) face au double Dame Delphine Delrue - Vimala Heriau.
En 2024 à Fos-sur-Mer, associée à Margot Lambert elle remporte la médaille d'or en double dames en 2 set (21-12 21-19) face au double dame Elsa Jacob et Camille Pognante.

### Championnats d'Europe
Aux Championnats d'Europe de 2024 à Saarebruck, elle remporte la médaille d'or en double dames avec Margot Lambert.

### Jeux olympiques de Paris 2024
Associée à Margot Lambert elle se qualifie pour les Jeux de Paris.
Battues par une paire thaïlandaise lors de leur entrée en lice dans le tournoi de double féminin de badminton, Margot Lambert et Anne Tran ont à nouveau connu la défaite (13-21 8-21) face à une paire sud-coréenne Ha Na Baek/So Hee Lee tête de série n°2.
Sèchement battues par les Danoises Sara Thygesen (en) et Maiken Fruergaard (en) (25es mondiales), 16-21, 12-21 elles terminent dernières de leur groupe.
Le duo se sépare après ces JO 2024.

## Palmarès

### Championnats d'Europe
Double dames
| Année | Lieu                                                  | Partenaire     | Adversaires                    | Score               | Résultat |
| ----- | ----------------------------------------------------- | -------------- | ------------------------------ | ------------------- | -------- |
| 2018  | Palacio de los Deportes Carolina Marín, Huelva, Spain | Émilie Lefel   | Gabriela Stoeva Stefani Stoeva | 12–21, 10–21        | Argent   |
| 2024  | Saarlandhalle, Saarbrücken, Germany                   | Margot Lambert | Gabriela Stoeva Stefani Stoeva | 16–21, 21–17, 21–11 | Or       |

### Tournois internationaux
Double Dames
| Année | Tournoi       | Niveau    | Partenaire   | Adversaires                    | Score       | Résultat  |
| ----- | ------------- | --------- | ------------ | ------------------------------ | ----------- | --------- |
| 2018  | Open d'Ecosse | Super 100 | Émilie Lefel | Gabriela Stoeva Stefani Stoeva | 16–21, 9–21 | Finaliste |

Mixed doubles
| Année | Tournoi           | Niveau    | Partenaire  | Adversaires                  | Score        | Résultat  |
| ----- | ----------------- | --------- | ----------- | ---------------------------- | ------------ | --------- |
| 2019  | Masters d'Orléans | Super 100 | Ronan Labar | Thom Gicquel Delphine Delrue | 11–21, 14–21 | Finaliste |